# Biofilm

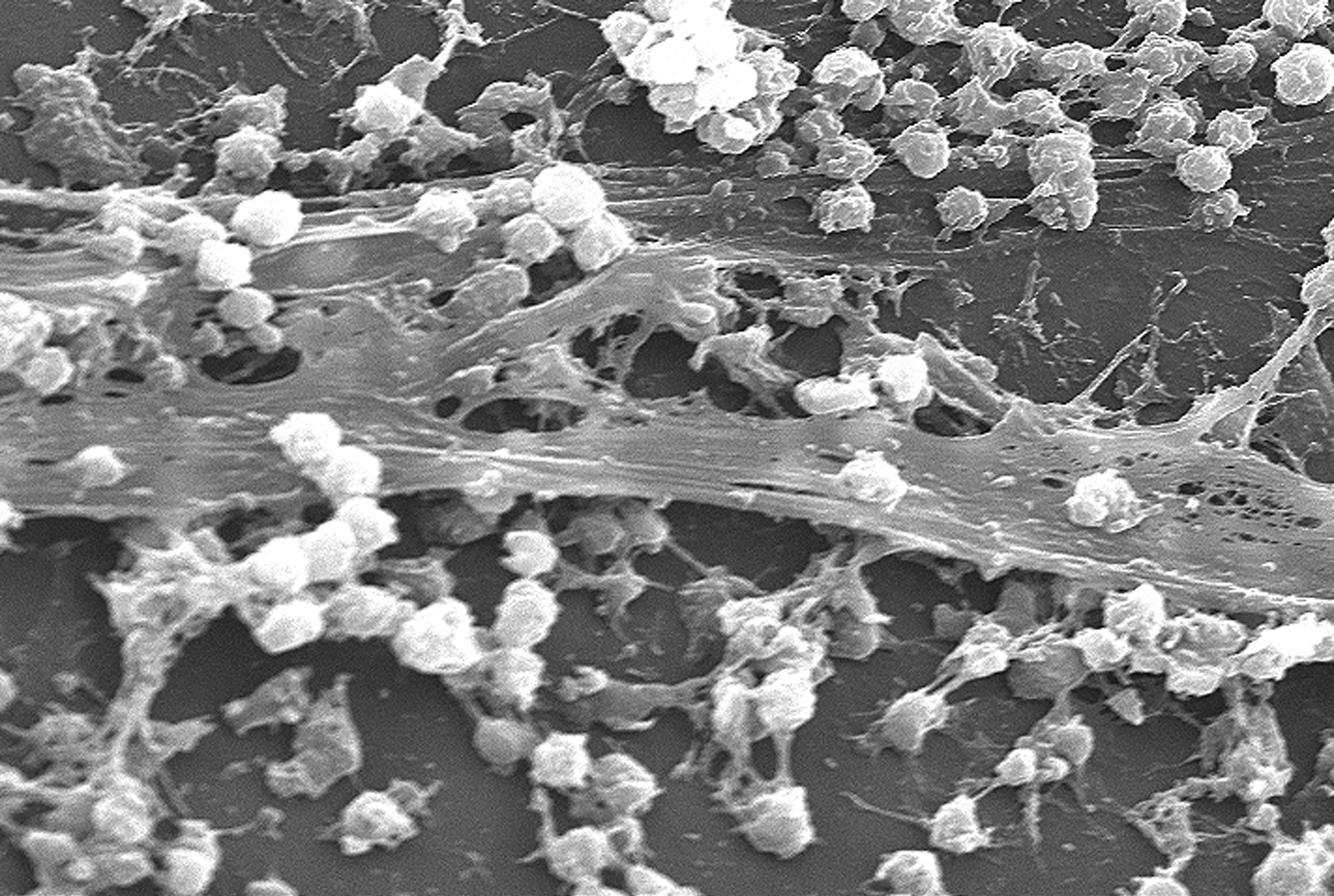
Biofilm de Staphylococcus aureus formându-se pe un cateter

Termenul de biofilm face referire la un agregat de microorganisme în care celulele se alipesc una de alta și de asemenea se alipesc și de o suprafață. Celulele devin aderente datorită unui matrix extracelular compus din substanțe de natură polimerică.
Biofilmele se pot forma pe suprafețele nevii sau pe alte organisme, și se pot regăsi atât în natură, cât și în mediul antropic (de exemplu, în spitale).